# Friedrich Wörner
Friedrich Wilhelm Wörner (* 27. August 1897 in Langendiebach (Landkreis Hanau); † 1990) war ein deutscher Politiker (KPD) und Abgeordneter des Provinziallandtages der preußischen Provinz Hessen-Nassau.

## Leben
Friedrich Wilhelm Wörner war der Sohn des Maurers Adam Wörner und dessen Ehefrau Sophie Meusert. Nach seiner Schulausbildung erlernte er in seinem Heimatort den Beruf des Silberarbeiters. Er betätigte sich politisch und trat der Arbeiterjugend, einer Nebenorganisation der Kommunistischen Partei Deutschlands (KPD) bei. Im Ersten Weltkrieg erlitt er 1917 eine Verwundung. Nach dem Krieg arbeitete er als Gürtler und Diamantschleifer. 1919 kam er zur KPD und wurde als einer deren Vertreter Mitglied des Gemeinderates in Langendiebach sowie des Kreistages.
1933 erhielt er einen Sitz im Kurhessischen Kommunallandtag des Regierungsbezirks Kassel, aus dessen Mitte er zum Abgeordneten des Provinziallandtages der Provinz Hessen-Nassau bestimmt wurde. Noch im selben Jahr wurde er verhaftet und im KZ Breitenau interniert. Danach kam er in das KZ Esterwegen (Emsländer Moor). Wegen Vorbereitung zum Hochverrat wurde er zu einer Haftstrafe von 15 Monaten verurteilt. Nach der Haftverbüßung kehrte er in seinen erlernten Beruf zurück. 1944 wurde er erneut verhaftet und ins KZ Dachau gebracht. Nach seiner Befreiung im Jahre 1945 wurde er in seinem Heimatdorf Leiter der Ortspolizei. Schließlich fand er Beschäftigung beim Arbeitsamt Hanau und war in der Arbeitsvermittlung tätig.